# Splenomegali
Splenomegali innebär att mjälten är förstorad, vilket är ett slags organomegali.

## Orsaker
Bland annat:
- Hemolytisk anemi
- Levercirros
- Maligna sjukdomar
- Inflammation
- Myelofibros